# Ian Bostridge
Ian Bostridge (Londres, 25 de diciembre de 1964) es un tenor inglés en ópera y recital. Se especializa en George Friderich Haendel y Benjamin Britten.

## Biografía
Estudió en la Universidad de Oxford y en la Universidad de Cambridge doctorándose en historia y filosofía con su tesis sobre «La brujería y sus transformaciones [en Inglaterra] entre c. 1650 y c. 1750» (Witchcraft and its transformations, c. 1650 - c. 1750). En 1991 comenzó su carrera como cantante ganando un premio en la National Federation of Music Societies. En 1993 debutó en el Wigmore Hall y en 1994 en el Festival de Aldeburgh sucediéndose recitales en Lyon, Colonia, Londres, Fráncfort del Meno y el Festival de Edimburgo. Su debut en la ópera se produjo en 1995 en Salomé de Richard Strauss.
En 1996, su versión del ciclo de Schubert, La bella molinera, ganó el Premio Gramophone. Asimismo, en 1998 ganó un recital Schumann. En el escenario operístico se destaca por su brillantez en obras de Mozart, Leos Janacek, Henry Purcell, Georg Haendel, Ígor Stravinsky, Benjamin Britten y en La tempestad de Thomas Adès. En la plataforma de conciertos es un distinguido intérprete y difusor de los Lieder (‘canciones’) de Schubert, Schumann, Mozart, Beethoven, Wolf, Henze y Britten. Ha filmado su versión de Winterreise (El viaje de invierno) de Franz Schubert. Hoy es uno de los más solicitados tenores en su género en Salzburgo, Múnich, Viena, París, Berlín, Nueva York, Ámsterdam y otras plazas.
Está casado con la escritora y crítica literaria Lucasta Miller, autora de El mito Brontë. La pareja tiene dos hijos. 
Es bisnieto de John Tiny Joyce, quien era primo del escritor James Joyce. Su hermano es el biografo Mark Bostridge.

## Premios y reconocimientos
Ha sido nominado diez veces para el Premio Grammy y ha ganado los premios Echo Klassik, Edison y otros de música clásica.
En 2004, la Reina Isabel II lo condecoró CBE (‘comendador del Imperio británico’).

## Publicaciones
- Ian Bostridge: A singer’s notebook. Londres: Faber & Faber, 2011. ISBN 9780571252459.

## Discografía principal
- Adès: The tempest.
- Bach: Cantatas and Arias. Fabio Biondi.
- Bach: St. Matthew Passion. (Evangelista), Philippe Herreweghe.
- Britten: Canticles & folksongs. Julius Drake.
- Britten: Les illuminations, Serenade, Nocturne. Simon Rattle
- Britten: «The red cockatoo» & other songs. Graham Johnson.
- Britten: The Turn of the Screw. Daniel Harding.
- Handel: Great Handel. Harry Bicket.
- Henze: Songs. Julius Drake.
- Monteverdi: Orfeo. Emmanuelle Haïm.
- Mozart: Idomeneo. Charles Mackerras.
- Purcell: Dido and Aeneas. Emmanuelle Haïm.
- Schubert: Die schöne Müllerin (Schubert Edition, Vol.25). Graham Johnson, Dietrich Fischer-Dieskau.
- Schubert: Die schöne müllerin. Mitsuko Uchida.
- Schubert: 25 lieder. Julius Drake.
- Schubert: Lieder. Leif Ove Andsnes.
- Schubert: Lieder, vol. I. Julius Drake.
- Schubert: Lieder, vol. II. Julius Drake.
- Schubert: Lieder and sonata D850. Leif Ove Andsnes.
- Schubert: Schwanengesang. Antonio Pappano.
- Schubert: The wanderer: Lieder. Leif Ove Andsnes.
- Schubert: Winterreise. Leif Ove Andsnes.
- Schumann: Liederkreis & Dichterliebe, etc. Julius Drake.
- Schumann: The songs of Robert Schumann, vol. 7. Graham Johnson.
- Stravinsky: The Rake's Progress. (Tom Rakewell). John Eliot Gardiner.
- The English Songbook. Julius Drake.
- The Noël Coward Songbook. Jeffrey Tate.
- Vaughan Williams: On wenlock edge. Bernard Haitink.
- Wolf: Lieder. Antonio Pappano.